# Sancergues
Sancergues est une commune française située dans le département du Cher en région Centre-Val de Loire.

## Géographie

### Climat
Pour des articles plus généraux, voir Climat du Centre-Val de Loire et Climat du Cher.
En 2010, le climat de la commune est de type climat océanique dégradé des plaines du Centre et du Nord, selon une étude du CNRS s'appuyant sur une série de données couvrant la période 1971-2000. En 2020, Météo-France publie une typologie des climats de la France métropolitaine dans laquelle la commune est exposée à un climat océanique altéré et est dans la région climatique  Centre et contreforts nord du Massif Central, caractérisée par un air sec en été et un bon ensoleillement. 
Pour la période 1971-2000, la température annuelle moyenne est de 11,1 °C, avec une amplitude thermique annuelle de 15,9 °C. Le cumul annuel moyen de précipitations est de 755 mm, avec 11,4 jours de précipitations en janvier et 7,5 jours en juillet. Pour la période 1991-2020, la température moyenne annuelle observée sur la station météorologique la plus proche, située sur la commune d'Étréchy à 14 km à vol d'oiseau, est de 11,5 °C et le cumul annuel moyen de précipitations est de 794,9 mm,. Pour l'avenir, les paramètres climatiques de la commune estimés pour 2050 selon différents scénarios d'émission de gaz à effet de serre sont consultables sur un site dédié publié par Météo-France en novembre 2022.

## Urbanisme

### Typologie
Au 1er janvier 2024, Sancergues est catégorisée commune rurale à habitat dispersé, selon la nouvelle grille communale de densité à 7 niveaux définie par l'Insee en 2022.
Elle est située hors unité urbaine et hors attraction des villes,.

### Occupation des sols
L'occupation des sols de la commune, telle qu'elle ressort de la base de données européenne d’occupation biophysique des sols Corine Land Cover (CLC), est marquée par l'importance des territoires agricoles (80,1 % en 2018), une proportion sensiblement équivalente à celle de 1990 (81 %). La répartition détaillée en 2018 est la suivante : 
terres arables (69 %), forêts (15,7 %), prairies (11,1 %), zones urbanisées (3,4 %), milieux à végétation arbustive et/ou herbacée (0,8 %).
L'évolution de l’occupation des sols de la commune et de ses infrastructures peut être observée sur les différentes représentations cartographiques du territoire : la carte de Cassini (XVIIIe siècle), la carte d'état-major (1820-1866) et les cartes ou photos aériennes de l'IGN pour la période actuelle (1950 à aujourd'hui).

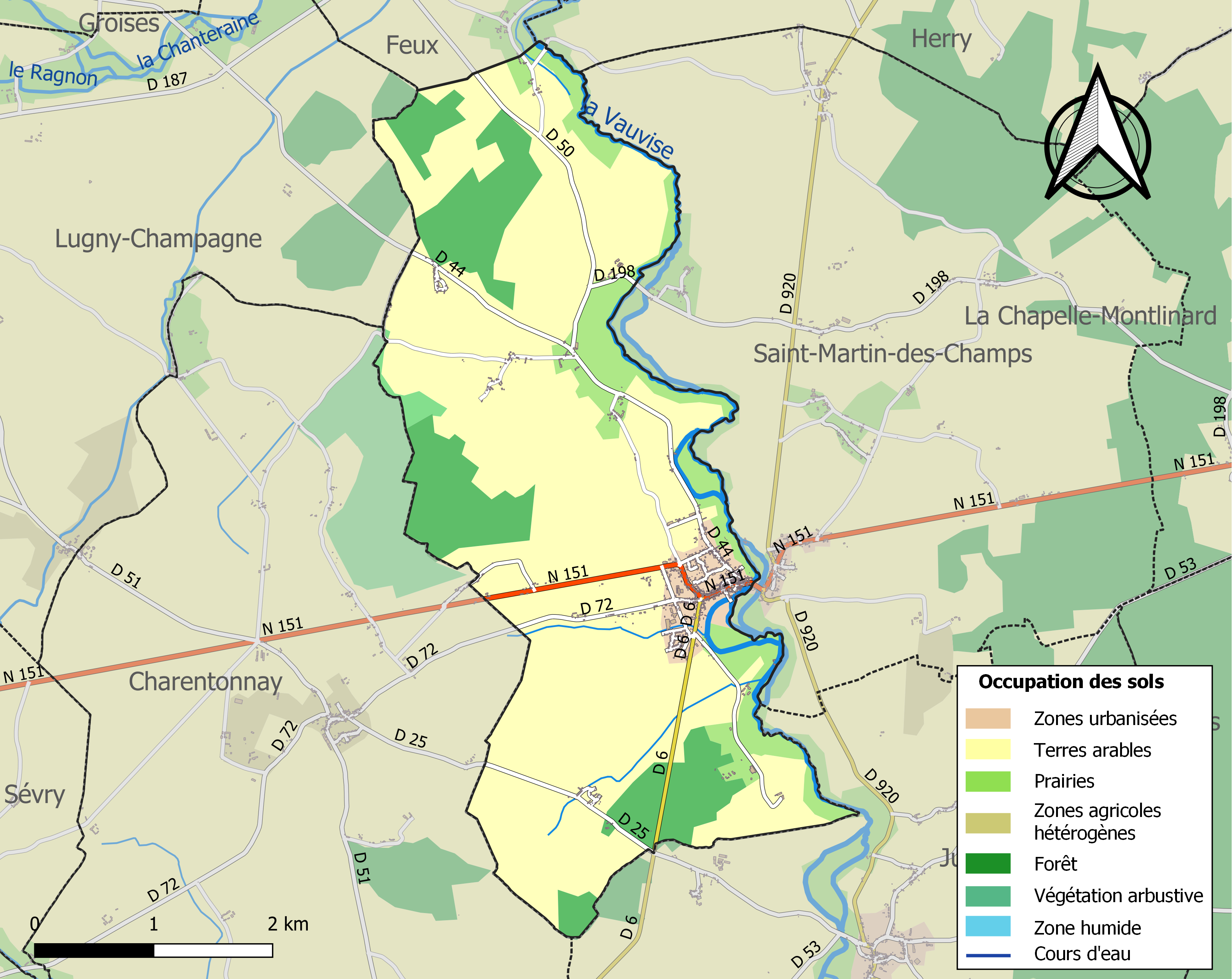
Carte des infrastructures et de l'occupation des sols de la commune en 2018 (CLC).

### Risques majeurs
Le territoire de la commune de Sancergues est vulnérable à différents aléas naturels : météorologiques (tempête, orage, neige, grand froid, canicule ou sécheresse), mouvements de terrains et séisme (sismicité faible). Il est également exposé à un risque technologique,  le transport de matières dangereuses. Un site publié par le BRGM permet d'évaluer simplement et rapidement les risques d'un bien localisé soit par son adresse soit par le numéro de sa parcelle.

#### Risques naturels

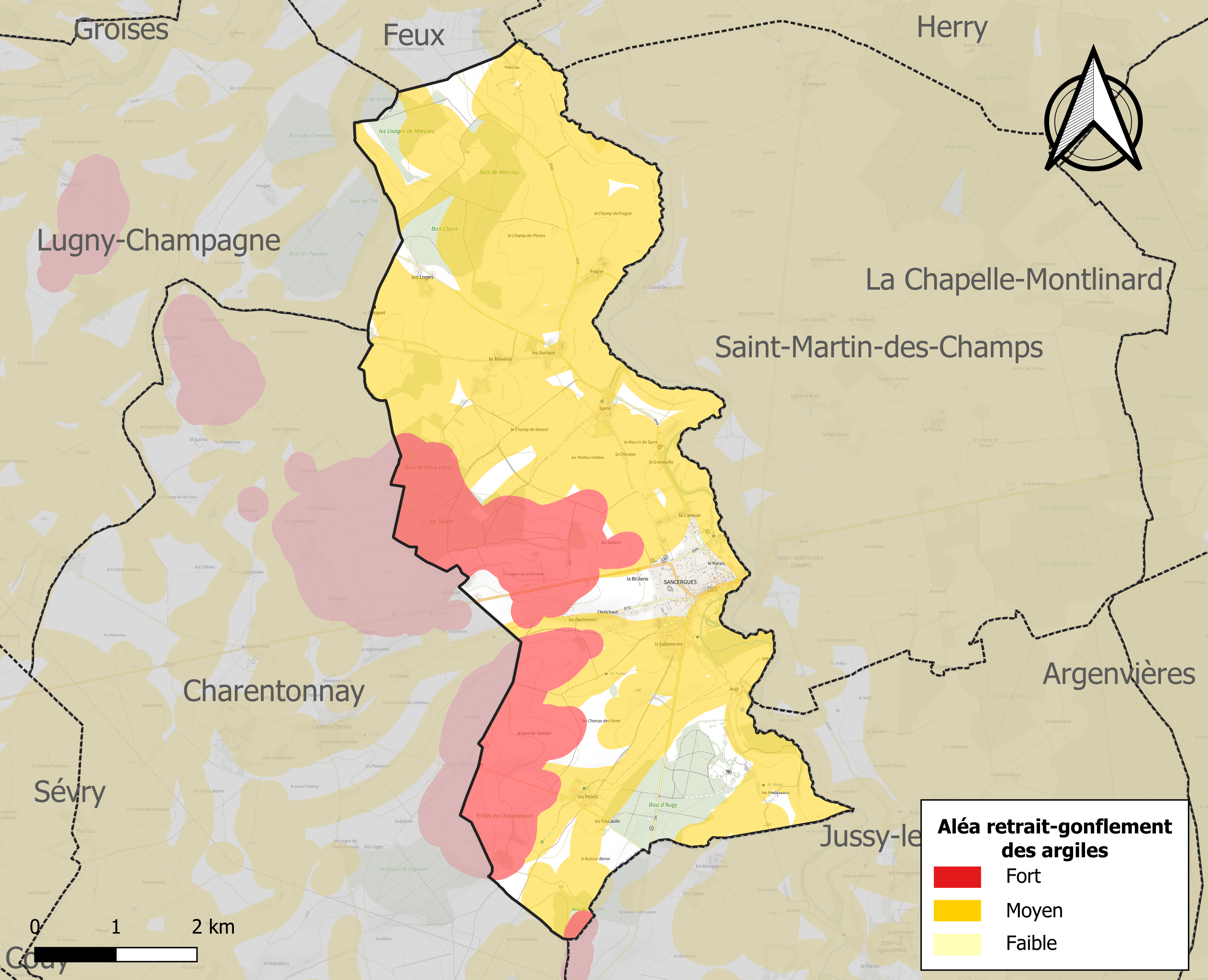
Carte des zones d'aléa retrait-gonflement des sols argileux de Sancergues.

La commune est vulnérable au risque de mouvements de terrains constitué principalement du retrait-gonflement des sols argileux. Cet aléa est susceptible d'engendrer des dommages importants aux bâtiments en cas d’alternance de périodes de sécheresse et de pluie. 84,3 % de la superficie communale est en aléa moyen ou fort (90 % au niveau départemental et 48,5 % au niveau national). Sur les 421 bâtiments dénombrés sur la commune en 2019, 202 sont en aléa moyen ou fort, soit 48 %, à comparer aux 83 % au niveau départemental et 54 % au niveau national. Une cartographie de l'exposition du territoire national au retrait gonflement des sols argileux est disponible sur le site du BRGM,.
Concernant les mouvements de terrains, la commune a été reconnue en état de catastrophe naturelle au titre des dommages causés par la sécheresse en 1996 et 2019 et par des mouvements de terrain en 1999.

#### Risques technologiques
Le risque de transport de matières dangereuses sur la commune est lié à sa traversée par des infrastructures routières ou ferroviaires importantes ou la présence d'une canalisation de transport d'hydrocarbures. Un accident se produisant sur de telles infrastructures est en effet susceptible d’avoir des effets graves au bâti ou aux personnes jusqu’à 350 m, selon la nature du matériau transporté. Des dispositions d’urbanisme peuvent être préconisées en conséquence.

## Toponymie
Bas latin Sanctus Cirigius = Saint Cyr.
Acta Sanctorum, mai, III, 456 ; juin, IV, 14. La forme latine Sancergio correspond à la traduction de la forme romane incomprise. Cirgio peut s’expliquer par métathèse du i et du c, consonne dentale qui se sonorise en g.

## Politique et administration
| Période                                  | Période      | Identité           | Étiquette | Qualité                                                                           |
| ---------------------------------------- | ------------ | ------------------ | --------- | --------------------------------------------------------------------------------- |
| Les données manquantes sont à compléter. |              |                    |           |                                                                                   |
| mars 2001                                | mars 2008    | Guy Ferrand        |           |                                                                                   |
| mars 2008                                | juillet 2020 | Jean-Luc Charache  |           | Industriel, chef d'entreprise                                                     |
| juillet 2020                             | En cours     | Jean Luc Charache, | DVD       | Ingénieur ou cadre technique d'entreprise, Président de la Communauté de communes |

## Démographie
L'évolution du nombre d'habitants est connue à travers les recensements de la population effectués dans la commune depuis 1793. Pour les communes de moins de 10 000 habitants, une enquête de recensement portant sur toute la population est réalisée tous les cinq ans, les populations de référence des années intermédiaires étant quant à elles estimées par interpolation ou extrapolation. Pour la commune, le premier recensement exhaustif entrant dans le cadre du nouveau dispositif a été réalisé en 2007.

En 2022, la commune comptait 626 habitants, en évolution de −5,72 % par rapport à 2016 (Cher : −2,48 %, France hors Mayotte : +2,11 %).
| 1793 | 1800 | 1806 | 1821 | 1831 | 1836 | 1841 | 1846  | 1851  |
| ---- | ---- | ---- | ---- | ---- | ---- | ---- | ----- | ----- |
| 630  | 616  | 547  | 706  | 821  | 898  | 970  | 1 066 | 1 143 |

| 1856  | 1861  | 1866  | 1872  | 1876  | 1881  | 1886  | 1891  | 1896  |
| ----- | ----- | ----- | ----- | ----- | ----- | ----- | ----- | ----- |
| 1 095 | 1 131 | 1 167 | 1 184 | 1 169 | 1 171 | 1 154 | 1 162 | 1 098 |

| 1901  | 1906  | 1911  | 1921 | 1926 | 1931 | 1936 | 1946 | 1954 |
| ----- | ----- | ----- | ---- | ---- | ---- | ---- | ---- | ---- |
| 1 070 | 1 051 | 1 045 | 947  | 958  | 953  | 894  | 839  | 795  |

| 1962 | 1968 | 1975 | 1982 | 1990 | 1999 | 2006 | 2007 | 2012 |
| ---- | ---- | ---- | ---- | ---- | ---- | ---- | ---- | ---- |
| 858  | 863  | 942  | 865  | 807  | 718  | 701  | 698  | 697  |

| 2017 | 2022 | - | - | - | - | - | - | - |
| ---- | ---- | - | - | - | - | - | - | - |
| 649  | 626  | - | - | - | - | - | - | - |

## Culture locale et patrimoine

### Lieux et monuments
- Église Saint-Jacques et Saint-Cyr de Sancergues : l'église est inscrite sur l’inventaire supplémentaire des Monuments historiques par arrêté du 24 février 1926. Saint Jacques est le patron de la paroisse et saint Cyr celui du chapitre. Ces 2 communautés officiant dans le même lieu. Chœur et abside du XIIe siècle ; nef et collatéraux nord et sud (au moins 2 campagnes de travaux au XIIIe siècle) ; le clocher-porche ouest date de 1894.

### Personnalités liées à la commune
- Ernest François Maurice Delafosse : né 3, Grande-Rue à Sancergues, le 20 novembre 1870. Diplômé de l’École des Langues Orientales vivantes de Paris en 1894. Administrateur et explorateur, il parcourt l’arrière-pays de la Côte d’Ivoire entre 1895 et 1907 et devient gouverneur de l'Oubanghi-Chari en 1918. Professeur à l’École coloniale et à l’École des Langues Orientales vivantes de Paris. Il écrit de nombreux ouvrages sur l’Afrique noire, ses mœurs et ses langues. Il participe à l’amélioration du régime du bagne et à l’abolition de l’esclavage, de fait. Il meurt à Paris le 13 novembre 1926, enterré à Boulogne-Billancourt, au cimetière Pierre-Grenier ;
- Hubert Gouvernel (1879-1944), poète patoisant né à Sancergues, auteur du recueil « A Temps pardu » ;
- Roger Martin du Gard (1881-1958), écrivain, Prix Nobel de littérature, a séjourné pendant 27 ans au château d'Augy ;
- Albert Bourlon (1916-2013), coureur cycliste français, auteur le 11 juillet 1947 de la plus longue échappée solitaire victorieuse sur une étape du Tour de France (253 km), y est né.

### Héraldique
| Blason de Sancergues | Les armes de Sancergues se blasonnent ainsi : D'argent au lion de gueules, à la bordure soudée d'or chargée de six merlettes de sable. |